# V.I.P. (zespół muzyczny)
V.I.P. – węgierski boys band grający muzykę pop założony w 1997 roku; reprezentant Węgier w 42. Konkursie Piosenki Eurowizji w 1997 roku.

## Historia
W 1997 roku Gergő Rácz przesłał wytwórni BMG swoje piosenki, które spotkały się z pozytywną reakcję przedstawicieli firmy. Kilka tygodni później powstał zespół V.I.P., w skład którego weszli: Rácz, Alex Józsa oraz Imre i Viktor Rakonczaiowie. Na początku 1997 roku zespół wziął udział w krajowych eliminacjach eurowizyjnych, do których zgłosił się z piosenką „Miért kell, hogy elmenj?”. 28 lutego wokaliści wystąpili finale selekcji i zdobyli największą liczbę 27 punktów w głosowaniu jurorów, dzięki czemu zostali wybrani na reprezentantów Węgier w 42. Konkursie Piosenki Eurowizji organizowanym w Dublinie. 3 maja odbył się finał imprezy, w którym zespół zajął dwunaste miejsce po zdobyciu 39 punktów od jurorów. W tym samym roku premierę miał ich debiutancki album studyjny zatytułowany po prostu V.I.P., na którym znalazł się m.in. ich eurowizyjny utwór oraz piosenki  „Hol van már az a nagy szerelem” i „Őrült lány”, wydane także na dwuścieżkowej minipłycie pt. V.I.P..
W ciągu następnych trzech lat na rynku ukazały się trzy kolejne płyty boys bandu. W 1998 roku premierę miał album studyjny zatytułowany Keresem a lányt, który promowany był przez tytułowy singiel. Rok później ukazała się trzecia płyta wokalistów zatytułowana Szükségem van rád, na której znalazł się m.in. tytułowy singiel i utwór „Fogd meg a 2 kezem”. W 2000 roku premierę miał ich czwarty krążek studyjny zatytułowany Csak neked.
W 2001 roku zespół ogłosił zakończenie działalności. Pożegnalny koncert z udziałem wokalistów odbył się 13 kwietnia 2001 roku. Po rozpadzie grupy, bracia Rakonczaiowie przeszli do zespołu R-Port.

## Dyskografia
- V.I.P. (1997)
- Keresem a lányt (1998)
- Szükségem van rád (1999)
- Csak neked (2000)